# Valdemaras Chomičius
Valdemaras Chomičius, también conocido como Valdemaras Homičius (Kaunas, URSS, 4 de mayo de 1959), es un exjugador de baloncesto de nacionalidad lituana que consiguió notables éxitos con las selecciones de la Unión Soviética y de Lituania. Actualmente es entrenador asistente del Parma Basket de la VTB United League.
Valdemaras Chomičius fue base y el capitán de los años dorados del Žalgiris Kaunas que ganó tres ligas consecutivas en la antigua Unión Soviética ante su rival, el CSKA de Moscú, desde 1985 a 1987. Junto a su equipo conquistó el oro en las olimpiadas de Seúl, en el mundial de Colombia, en las europeas de Italia y también en las de Alemania; el bronce en Barcelona, Francia y Yugoslavia; y la plata dos veces en Grecia. 
Sus antiguos equipos, entre muchos otros, son el Forum Valladolid, el Club Baloncesto Zaragoza en España, el Aprimatic Bologna de la Serie A2 de Italia en la temporada 1990-1991, y el Spirou Charleroi, en Bélgica. Fue entrenador del equipo juvenil nacional lituano, ganador de la Stanković Continental Champions Cup en China en 2005. 
Actualmente lidera el Unics Kazan de Rusia.
Medalla de plata mundial 86

## Equipos como jugador
- 1984-1989 Žalgiris Kaunas
- 1989-1990 CB Valladolid
- 1990-1991 Fortitudo Bologna
- 1990-1991 CAI Zaragoza
- 1991-1992 Castors Braine
- 1992-1993 Spirou Charleroi
- 1993-1994  Castors Braine
- 1994-1995 CB Marbella
- 1996-1997 Plunges Olimpas
- 1998-1999 Kraitene Marijampole
- 1999-2000 Ural Great Perm

## Logros
- 1978 m. Campeón campeonato europeo juvenil.
- 1981-1989 m. Capitán del Zalgiris, Kaunas.
- 1986 m. – ganador del intercontinentlal V. Džonso (con Kauno „Žalgiriu“).
- 1985, 1986, 1987 m. campeón SSRS (con Kauno „Žalgiriu“).
- 1992-1993 m. Dos veces vicecampeón de Bélgica.
- 1997 m. Vicecampeón de Lituania.
- 2000 m. Medalla de bronce en Sídney (con la selección de Lituania, como asistente del entrenador),
- 2001 m. Campeón NEBL y Rusia (con „Ural-Great“).
- 2005 m. Ganador de la Stanković Continental Champions Cup en China.
- 2007 m. Vicecampeón copa de Rusia (Kazan „Unics“).
- 2009 m. Campeón de la liga juvenil Rusa al mando del Unics2.
- 2009 m. Lidra el Unics Kazan.